# Srebrenica
Srebrenica [ˈsrɛ.brɛ.ni.ʦa] (klemtoon op de eerste lettergreep) (Servisch: Сребреница) is een stad en gemeente in Bosnië en Herzegovina en ligt in de regio Vlasenica.
Het is gelegen in de vallei van de rivier de Guber, waar het zich in de lengte uitstrekt maar niet de heuvels opklimt. Door die langgerekte ligging bestaat het stadje voornamelijk uit twee lange hoofdstraten.
De naam 'Srebrenica' betekent in het Servo-Kroatisch zoveel als 'zilveren plaats'. Een soortgelijke naam werd voor het eerst toegepast door de Romeinen, die in de Guber-vallei zilver ontdekten en de nederzetting Argentario (ofwel Zilverstad) stichtten. Behalve zilver werden er in het gebied ook andere grondstoffen en mineralen gevonden, zoals erts en zink.
Srebrenica is vooral bekend geworden door de genocide die in 1995 plaatsvond. Deze gebeurtenis met de voorgeschiedenis ervan staat bekend als de val van Srebrenica.

## Geschiedenis

### Scheidslijn tussen oost en west
Srebrenica heeft altijd op een scheidslijn tussen oost en west gelegen. Toen het Romeinse Rijk uiteenviel kwam de grens tussen het Byzantijnse Rijk en het rijk van Rome door de rivier de Drina te liggen, op tien kilometer afstand van Srebrenica. De rivier kon uitsluitend via een pont worden overgestoken, doordat geen enkele heerser een brug wilde bouwen die door de vele grensconflicten onvermijdelijk zou worden verwoest. Deze pont (in het Servo-Kroatisch een 'skela') is er de oorzaak van dat een van de rivierdorpen die deel uitmaken van de gemeente Srebrenica de naam 'Skelani' kreeg.
Het christendom heeft zich in de regio van Srebrenica nooit stevig gevestigd. De Rooms-Katholieke Kerk en de oosters-orthodoxe kerken bevochten elkaar in dit gebied hevig, en het gevolg was dat de bevolking zich aansloot bij ketterse sekten.

### Srebrenica in het Osmaanse Rijk
In 1440 vielen de Osmanen binnen en was Srebrenica een van de eerste veroveringen. De bewoners van Srebrenica verzetten zich lang tegen de Osmanen.
Twee eeuwen later had het grootste deel van de bevolking van de stad zich bekeerd tot de islam. In de heuvels die de stad omringen bestonden echter veel dorpjes waarvan de inwoners orthodoxe christenen waren. Dit was een gevolg van het feit dat Srebrenica vaak getroffen werd door epidemieën. De Osmanen stonden dan de orthodoxe boeren uit de omringende gebieden toe om zich in de heuvels rond Srebrenica te vestigen, om het braakliggende land te bewerken. Zo kon het gebeuren dat de stad Srebrenica vooral door moslims maar de heuvels daaromheen vooral door christenen bewoond werden. Deze situatie werd in het hele gebied gebruikelijk, al kon de situatie ook wel omgekeerd voorkomen. Zo woonden in Potočari de christenen in het dal, waar men sprak van 'Pravoslavno Potočari' (orthodox Potočari). De moslims woonden in de heuvels, waar men sprak van 'Muslimansko Potočari' (Potočari van de moslims).

### Korte bloei in Oostenrijk-Hongarije
In 1878 werd Bosnië en Herzegovina een protectoraat van Oostenrijk-Hongarije. De stad, die toen 2219 inwoners had, was onder het Ottomaanse bestuur in verval geraakt. De nieuwe bestuurders probeerden de stad weer te laten bloeien, en maakten daarbij gebruik van het heilzame bronwater dat hier werd gevonden. Er werden verschillende geneeskrachtige baden aangelegd, die tot aan de Tweede Wereldoorlog druk bezocht werden.

### De Tweede Wereldoorlog
Tijdens de Tweede Wereldoorlog maakte Bosnië en Herzegovina deel uit van de Onafhankelijke Staat Kroatië, een Duitse satellietstaat onder heerschappij van Tomislav II. Onder de Kroatische overheersing werden de moslims beschouwd als Kroaten met een ander geloof, maar voor het Servische deel van de bevolking van Srebrenica was geen plaats. Serviërs werden verdreven, getransporteerd naar Duitsland of gedood. Veel Serviërs vluchtten naar de bergen, waar in de regio Srebrenica de eerste Servische verzetsgroep werd gevormd: de 'Četniks'. In 1941 slaagden zij erin Srebrenica te veroveren, tot schrik van de moslims in de regio. Toen kort erna ook Servische eenheden van buiten de regio verschenen was het islamitische deel van de bevolking haar leven niet meer zeker. In de satellietstaat Kroatië werden de grote steden door Duitse troepen bewaakt, maar kleinere stadjes zoals Srebrenica werden overgelaten aan de plaatselijke bevolking.
Dit leidde tot een totale anarchie. In de winter van 1942-1943 verschenen de partizanen van Tito in het gebied. Al snel ontstond er een warboel van verschillende oorlogen door elkaar: partizanen tegen Duitsers, Kroaten tegen Serviërs en Serviërs tegen partizanen. Uiteindelijk kregen de partizanen de overhand. Op 11 maart 1945 vielen zij Srebrenica binnen om er niet meer te vertrekken. Deze dag werd voortaan gevierd als bevrijdingsdag.

### Srebrenica in socialistisch Joegoslavië
Na de Tweede Wereldoorlog duurde het tot in de jaren vijftig voordat Srebrenica hersteld was en weer kon opbloeien. De industrie van mineralen en hout groeide flink. Veel houten meubels die in Joegoslavië werden verkocht waren afkomstig uit Srebrenica.
Ondanks het socialistische motto van eenheid en broederschap berustte in Srebenica de macht nog steeds bij enkele families: de 'rode adel'. Zonder toestemming van deze rode adel kreeg in Srebrenica niemand een baan, vergunning of eigen zaak. Doordat de families in de regio bleven en hun rijkdommen er ook kwistig uitgaven, waren er maar weinig bewoners van de streek die daar veel moeite mee hadden.
Na de dood van Tito in mei 1980 raakte Joegoslavië in een economische malaise. Srebrenica werd daardoor ernstig getroffen, doordat het stadje leefde van de nationaal georiënteerde industrie. De fabrieken draaiden met verlies en werden afhankelijk van staatssteun, die na verloop van tijd uitbleef. Joegoslavië kreeg te kampen met een enorme inflatie. Als de arbeiders in Srebrenica hun loon uitbetaald kregen resulteerde dat in een bestorming van “Mevrouw Srebrenica” (het plaatselijke warenhuis) omdat iedereen zijn geld zo snel mogelijk wilde uitgeven. Een week of een dag later zou het door de gierende inflatie veel minder waard zijn.
De grootste zorg van de rode adel in deze periode was de afnemende wildstand, waardoor hun jachtpartijen vaak uitliepen op een fiasco.

### Het drama van Srebrenica
Toen in Bosnië en Herzegovina de spanningen tussen de bevolkingsgroepen opliepen, lag Srebrenica traditiegetrouw weer op de grens tussen bevolkingsgroepen. Serviërs en moslims kwamen tegenover elkaar te staan en al snel bezat elk dorp een eigen gewapende burgerwacht. Moslims vreesden dat ze zouden worden ingelijfd in een Groot-Servië, maar nadat de internationale gemeenschap Bosnië en Herzegovina als zelfstandige staat erkende was die vrees voorbij. Toen waren het de Serviërs die vreesden voor hun leven. Veel bewoners verlieten de streek, zowel moslims als Serviërs waren bang voor escalatie van het geweld.
In 1993 werd Srebrenica door Servische eenheden dusdanig bedreigd dat de stad door de Verenigde Naties op instigatie van de Franse UNPROFOR-commandant Phillippe Morillon werd uitgeroepen tot het eerste "veilige gebied" in het Bosnische conflict. Moslims uit de regio zochten hier vervolgens een veilig heenkomen, hetgeen leidde tot sterke overbevolking en een tekort aan voedsel en medische zorg. In 1995 herbergde Srebrenica tien keer zo veel inwoners als aan het begin van het conflict, en het stadje was hier niet op berekend. Hoewel alle bewoners hun wapens hadden moeten inleveren, hadden enkelen onder leiding van Naser Orić hun wapens toch behouden. Zij deden gewelddadige uitvallen naar het omringende Servische gebied. Deze uitvallen werden door de hongerige bevolking toegejuicht vanwege het voedsel dat daardoor het stadje in werd gebracht. De uitvallen gingen echter gepaard met zodanig geweld dat ze door de internationale gemeenschap worden beschouwd als oorlogsmisdaden. Naser Orić stond daarom terecht voor het Joegoslavië-tribunaal in Den Haag.
Op 11 juli 1995 forceerden Servische troepen onder bevel van generaal Ratko Mladić met tanks de toegang tot de stad en deporteerden en vermoordden ca. 8000 moslimmannen en -jongens. Het waren Nederlandse troepen van Dutchbat die op dat moment de enclave op papier hadden moeten beschermen, en zij vroegen tevergeefs, op een enkele aanval door een Nederlandse F-16 na, om luchtsteun. 
Deze militaire actie, die in Nederland bekendstaat als het drama van Srebrenica, wordt gezien als de ergste daad van genocide in Europa sedert de Tweede Wereldoorlog.

### Srebrenica na de oorlog in Bosnië

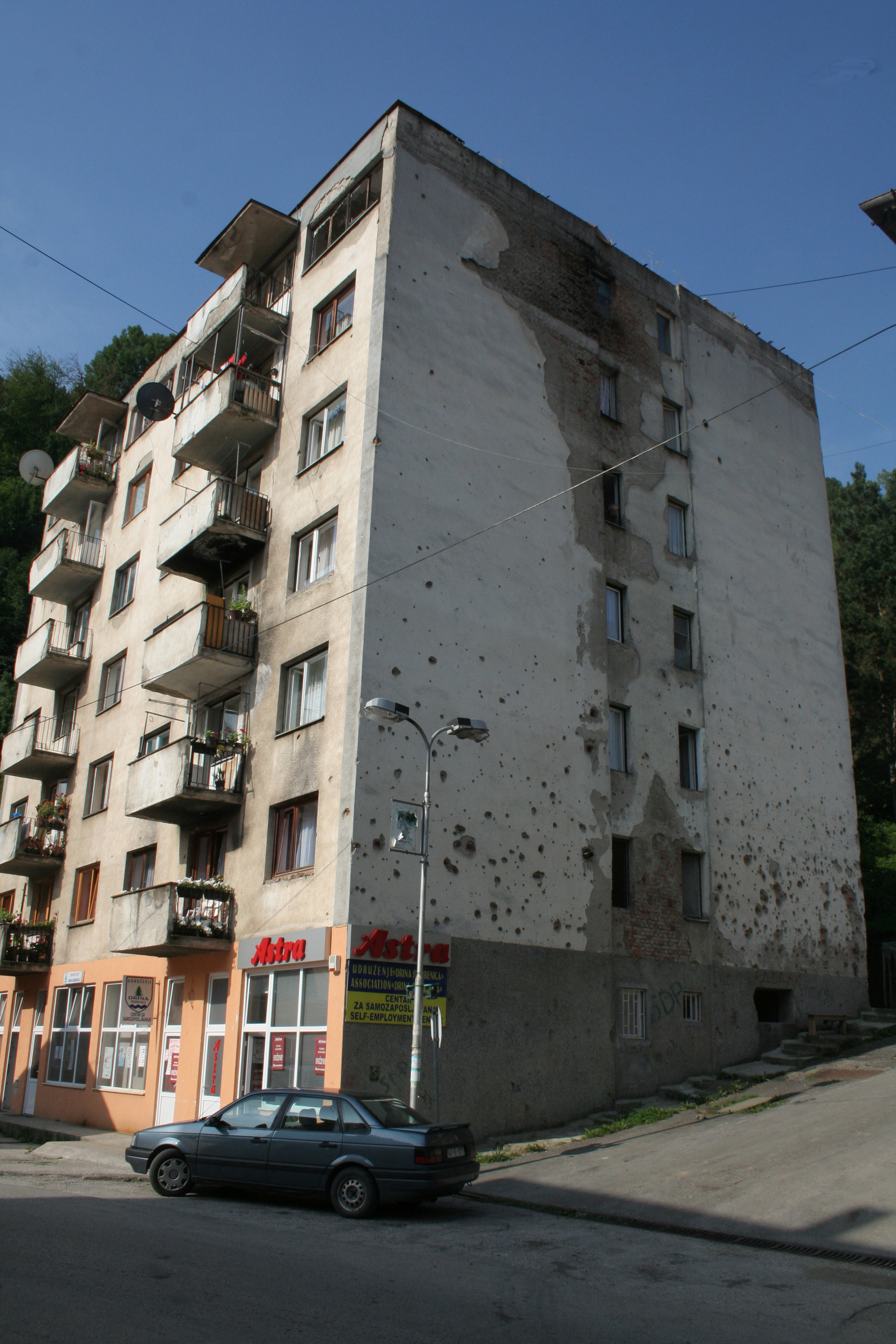
Een flatgebouw in 2008, nog vol met kogelgaten.

Na de Bosnische Oorlog ging Srebrenica deel uitmaken van de Servische Republiek: de Servische entiteit van Bosnië en Herzegovina. De bewoners waren Serviërs die ook voor de oorlog in die streek woonden, en Servische vluchtelingen uit andere delen van het land. De opbouw van het gebied liet lange tijd op zich wachten, enerzijds doordat het de Servische Republiek ontbrak aan financiën, anderzijds doordat de bewoners vreesden op korte termijn het gebied weer te moeten verlaten ten gunste van moslims die wilden terugkeren.
Die terugkeer heeft echter nooit op grote schaal plaatsgevonden. Aan het einde van de jaren negentig waren het voornamelijk bejaarde moslims die weer terugkeerden naar Srebrenica, maar anderen durfden de terugkeer niet aan. Zoals in de meeste delen van het land waren moslims bang om in een andere entiteit te gaan wonen, en in Srebrenica speelde de herinnering aan de gebeurtenissen uit 1995 een grote rol bij het besluit om niet terug te keren.
In 2002 werd er voor het eerst na de burgeroorlog een moskee herbouwd. Dit werk werd gefinancierd door de ambassade van Maleisië, die ook andere herstelwerkzaamheden in Srebrenica ondersteunt.
Federatie van Bosnië en Herzegovina:

Banovići · Bihać · Bosanska Krupa · Bosanski Petrovac · Bosansko Grahovo · Breza · Bugojno · Busovača · Bužim · Čapljina · Cazin · Čelić · Centar · Čitluk · Drvar · Doboj Istok · Doboj Jug · Dobretići · Domaljevac-Šamac · Donji Vakuf · Foča-Ustikolina · Fojnica · Glamoč · Goražde · Gornji Vakuf-Uskoplje · Gračanica · Gradačac · Grude · Hadžići · Ilidža · Ilijaš · Jablanica · Jajce · Kakanj · Kalesija · Kiseljak · Kladanj · Ključ · Konjic · Kreševo · Kupres · Livno · Ljubuški · Lukavac · Maglaj · Mostar · Neum · Novi Grad · Novo Sarajevo · Novi Travnik · Odžak · Olovo · Orašje · Pale-Prača · Posušje · Prozor-Rama · Ravno · Sanski Most · Sapna · Široki Brijeg · Srebrenik · Stari Grad · Stolac · Teočak · Tešanj · Tomislavgrad · Travnik · Trnovo · Tuzla · Usora · Vareš · Velika Kladuša · Visoko · Vitez · Vogošća · Zavidovići · Zenica · Žepče · Živinice

De hoofdstad Sarajevo bestaat uit de gemeenten Centar, Novi Grad, Novo Sarajevo en Stari Grad.
Servische Republiek:

Banja Luka · Berkovići · Bijeljina · Bileća · Bosanska Kostajnica · Brod · Bratunac · Čajniče · Čelinac · Derventa · Doboj · Donji Žabar · Foča · Gacko · Gradiška · Han Pijesak · Istočni Drvar · Istočna Ilidža · Istočni Mostar · Istočno Novo Sarajevo · Istočno Sarajevo · Istočni Stari Grad · Jezero · Kalinovik · Kneževo · Kozarska Dubica · Kotor Varoš · Krupa na Uni · Srpski Kupres · Laktaši · Ljubinje · Lopare · Milići · Modriča · Mrkonjić Grad · Nevesinje · Novi Grad · Osmaci · Oštra Luka · Pale · Pelagićevo · Petrovac · Petrovo · Prijedor · Prnjavor · Ribnik · Rogatica · Rudo · Šamac · Šekovići · Šipovo · Sokolac · Srbac · Srebrenica · Teslić · Trebinje · Trnovo · Ugljevik · Ustiprača · Višegrad · Vlasenica · Vukosavlje · Zvornik